# Foguete-câmera Maul

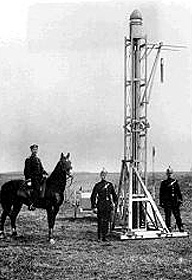
O Foguete-câmera Maul.

O Foguete-câmera Maul, foi um foguete para aerofotografia desenvolvido pela companhia de Alfred Maul entre 1903 e 1912. Ele fez um voo de demonstração em 1912 para o exército austríaco e testado como dispositivo de reconhecimento nas Guerras dos Balcãs em 1912/1913. Ele não foi usado depois disso, porque na época os aviões eram mais eficazes.

## Características
Estas eram as características do Foguete-câmera Maul:
- Massa no lançamento: 42 kg
- Altura: 6 m
- Diâmetro: 32 cm
- Envergadura com as aletas: 35 cm
- Apogeu: 1 km